# Ferdinand Denis
Jean-Ferdinand Denis (Paris, 13 de agosto de 1798 — Paris, 1º de agosto de 1890) foi um viajante, historiador e escritor francês especialista em História do Brasil e Portugal. Foi administrador da Biblioteca de Sainte-Geneviève em Paris.

## Biografia
Filho de um funcionário público que esperava que o filho seguisse a carreira diplomática, desde cedo aprendeu diversas línguas, entre elas o turco.
Empreendeu viagem à América do Sul em 1816, quando teve oportunidade de conhecer e se apaixonar pelo Brasil, onde permaneceu até 1821.
Sobre esta sua experiência escreveu, em parceria com o pintor Hippolyte Taunay Le Brésil, ou Histoire, mœurs, usages et coutumes des habitans de ce royaume, publicado em Paris de 1822.

## Carreira
Denis foi nomeado em 1838 bibliotecário da Biblioteca do Ministério da Instrução Pública. Em 1841 foi transferido para a Bibliothèque Sainte-Geneviève, onde exerceu a função de conservador até 1865, quando passou a administrador, cargo que exerceu até ser aposentado compulsoriamente em 1885. Foi um escritor infatigável, sobre o Brasil, entre história, costumes e literatura escreveu diversos livros e artigos ao longo de mais de sessenta anos.
Sua dedicação em favor da cultura brasileira foi muito apreciada pelos intelectuais e governantes brasileiros e lhe valeu a comenda da Imperial Ordem da Rosa e a Imperial Ordem do Cruzeiro, na categoria de oficial. Na França recebeu a Ordem Nacional da Legião de Honra. Uma de suas obras: Resumé de l'histoire du Brésil suivi de le Resumé de l'histoire de la Guyane (1825) foi traduzido (e adaptado) no Brasil em 1831 por Bellegarde e imediatamente adotado como livro didático oficial no ensino fundamental e médio durante o segundo reinado.

## Estudos sobre o Brasil
Em Scénes de la Nature sous les Tropiques, de 1824, buscou apontar para a influência do meio ambiente natural sobre as idéias de um povo. Wilson Martins assim classificou-o como tropicologista e uma das figuras mais importantes do Romantismo brasileiro. Como critério para tal classificação, encontram-se características em suas obras como a celebração do indígena como dono da terra e o vislumbramento com a natureza tropical.
Denis, trabalhando com bibliotecário durante quatro décadas, teve acesso a diversos textos e estudos antigos, o que acabou por possibilitar a descoberta de uma antiga obra editada em Paris em 1551: Cest la deduction du sumptueux ordre plaisantz spectacles et magnifiques theatres dresse, et exhibes para les citoiens de Rouen ville Metropolitaine du pays de Normandie, A la sacre Maiesté du Treschristian Roy de France, Henry secõd leur souuerain Seigneur, Et à Tresillustre dame, ma Dame Katharine de Medicis, La Royne son espouze, lors de Leur triumphant ioyeulx et nouvel aduenement en Icelle ville, Qui fut es iours de Mercredy et ieudy premier et secõd iours d´octobre, Mil Cinq cens cinquante. Et pour plus expresse intelligence de ce tant excellent triumphe, les figures et pourtraicts des principaulx aornementz d´iceluy y sont apposez chauscun en son lieu comme l´on pourra veoir par le discours de histoire.
Esse texto quinhentista trata da festa feita pelos cidadãos de Rouen, na Normandia, para receber a comitiva real encabeçada pelo Rei Henrique II e sua esposa, a Rainha Catarina de Médici. O destaque dessa festa foi a participação de cerca de 50 Tupinambás, que, trazidos por marinheiros normandos do Brasil, encenaram suas vidas no trópico representando cenas de seu cotidiano para os cidadãos normandos e para a corte francesa. O descobrimento dessa obra levou Denis a escrever Une Fête Brésilienne Célébrée a Rouen en 1550, publicada em Paris em 1850, em que transcreve do texto quinhentista a parte referente as encenações indígenas e insere diversas notas. Na mesma obra Denis também acrescenta um texto de André Thévet sobre a Teogonia dos antigos habitantes do Brasil e os 'Poemas Brasílicos do Pe. Cristovam Valente, que, escritos em tupi serviam para a catequização indígena.

## Obras Sobre o Brasil
- DENIS, Ferdinand e TAUNAY, Hippolyte. Le Brésil, ou, Histoire, mœurs, usages et coutumes des habitans de ce royaume par M. Hippolyte Taunay, correspondant du Musée d´histoire naturelle de Paris, et M. Ferdinand Denis, membre de l´Athenée des Sciences, Belles-Lettres et Arts de Paris. Ouvrage orné de nombreuses gravures d´après les dessins faits dans le pays par M.H. Taunay. Paris, Nepveu, Passage des Panoramas, 26, 1822. 6 vols. 13 x 8; Vol.I: xvi, 236 pp. 2 pranchas; Vol. II: 276 pp. 7 pranchas; Vol. III: 204 pp. 5 pranchas; Vol. IV: 299 pp. 18 pranchas; Vol V: 337 pp. 5 pranchas; Vol. VI: 281 pp. 9 pranchas.
- DENIS, Ferdinand. La Guyane, ou histoire, mœurs, usages et costumes des habitans de cette partie de l´Amérique; par M. Ferdinand Denis, membre de l´Athénée des Sciences, Belles-Lettres et Arts de Paris. Ouvrage orné de seize gravures. Tome premiere. Paris, Nepveu, Libraire, Passage des Panoramas. 1823. 2 vols. 14 x 9; Vol. I: 182 pp.,1nn.; 12 gravuras coloridas; Vol. II: 257 pp.; 4 gravuras coloridas.
- DENIS, Ferdinand. Scènes de la nature sous les tropiques, et leur influence sur la poesie suivies de Camoes et Joze Indio par Ferdinand Denis. A Paris, chez Louis Janet, 1824. 21 x 12; iv, 516 pp., 1nn
- DENIS, Ferdinand. Résumé de l´histoire du Brésil, suivi du Résumé de l´histoire de la Guyane, par Ferdinand Denis. Second édition. Paris, Lecointe et Durey, libraires, 1825. 13 x 9; vii, 343 pp.
- DENIS, Ferdinand. Histoire Géographique du Brésil par M. Ferdinand Denis. Paris, Rue et Place Saint-André-des-Arts, nº 30. 1833. 2 vols. 14 x 8; Vol. I: 107 pp.; Vol. II: 100 pp.; 1 mapa desdobrável, 1 tabela desdobrável.
- DENIS, Ferdinand. Le Brahme Voyageur, ou la Sagesse Populaire de toutes les nations; précédé D´un Essai sur la philosophie de Sancho, par Ferdinand Denis. A bon entendeur salut. A la librairie d´Abel Ledoux, 95, rue Richelieu, Paris. M.DCCC.XXXIV [1834]. 16 x 11; 209 pp.; 3 pranchas.
- DENIS, Ferdinand. Brésil, par M. Ferdinand Denis; Colombie et Guyanes, Par M. C. Famin. Paris, Firmin Didot frères, éditeurs, MDCCCXXXVII [1837]. 22 x 14; 384 pp.; 1 mapa, 1nn., 32 pp. 1nn. Seguida de tabela das oito pranchas, 1 mapa.
- DENIS, Ferdinand. Brasile di Ferdinando Denis – Colombia e Guiane di C. Famin. Traduzione di A. Francesco Falconetti adornata di centodue incisioni. Volume unico. Venezia Dalla Tip. di Giuseppe Antonelli Ed. ... 1838. 22 x 15; 394 pp.; 32 pp., 102 gravuras.
- DENIS, Ferdinand. Welt-Gemälde-Gallerie oder Geschichte und Beschreibung aller Länder und Völker, ihrer Religionen, Sitten, Gebräuche u.s.w. mit vielen bildlichen Darstellungen von Lagen wichtiger Orte, alten und neuen Dankmälern, Trachten, Geräthschaften, Kunstsachen, verschiedenen anderen Gegenständen und Karten. Aus dem Französischen. Amerika. Erster Band. Brasilien. Columbien und Guyana. Stuttgart. E. Schweizerbart´s Verlagshandlung. 1838. 21 x 13; iv, 40 pp.; 1 mapa, 8 ilustrações.
- DENIS, Ferdinand. André la Voyageur avec des notes nouvelles, comprenant le naufrange aux iles Cozet suivi du Brahme, ouvrage couronné par l´Academie, par Ferdinand Denis, Bibliothécaire du ministère de l´Instruction publique. Paris, chez l´Editeur ... 1840. 21 x 13; 259 pp.; 7 pranchas.
- DENIS, Ferdinand. Chroniques chevaleresques de l´Espagne et du Portugal, suivies du Tisserand de Segovie, drame du XVII siècle, publiées par Ferdinand Denis, Bibliothecaire de L´Instruction Publique. Paris, et Leipzig, chez Desforges et Compagnie 1840. 2 vols. 19 x 17; Vol. I: iv, 382 pp., 1nn.; Vol. II: 492 pp., 2nn.
- DENIS, Ferdinand. Le Monde Enchanté Cosmographie et Histoire Naturelle Fantastiques du moyen âge, par M. Ferdinand Denis, orné d´une jolie gravure, par M. Vattier. Paris. A. Fournier, Libraire éditeur, 1843. 12 x 7; iv, 376 pp.
- DENIS, Ferdinand. Brazil por Fernando Denis. Colombia e Guyanas por M. C. Famin. Traduzido do francês por *** Volume I. Lisboa: Typ. de L. C. da Cunha ... 1844-1845. 2 vols. 21 x 14; Vol. I: 389 pp., 3nn.; 13 pranchas; Vol. II: 372 pp., 6nn, 10 pranchas.
- DENIS, Ferdinand. Portugal. Paris, Fimin Didot Frères, 1846. 8vo; iv, 439 pp., 1nn., 32 pranchas
- DENIS, Ferdinand. Portugal pittoresco; ou, Descripção histórica d'este Reino. Lisboa, Typ. de L.C. da Cunha, 1846. 4 volumes
- DENIS, Ferdinand. Une fête brésilienne célebrée à Rouen en 1550 suivie d´un fragment du XVIe siècle roulant sur la théogonie des anciens peuples du Brésil et des poésies en langue tupique de Christovam Valente, par Ferdinand Denis. Paris. J. Techener, 1850. 21 x 13; 104 pp. 1 gravura desdobrável fora do texto.
- DENIS, Ferdinand. Les vrais Robinsons – Naufrages, solitude, voyages, par MM. Ferdinand Denis auteur du Brahme Voyageur, ... et Victor Chauvin. Dessins de Yan d´Argent. Paris, Librairie du Magasin Pittoresque 1863. 26 x 17; 378 pp., 1nn
- D´ÉVREUX, Yves. Voyage dans le nord du Brésil fait durant les années 1613 et 1614, par le Père Yves d´Evreux; publié d´après l´exemplaire unique consevé à la Bibliothèque Impériale de Paris, avec une introduction et des notes par M. Ferdinand Denis... Leipzig et Paris, A. Franck, Albert L. Herold. 1864. 19 x 12; xlvi, 456 pp., 3nn.
- DENIS, Ferdinand. Arte plumaria. Les plumes, leur valeur et leur emploi dans les arts au Mexique, au Pérou, au Brésil, dans les Indes et dans l´Océanie. Paris, Ernest Lerroux, 1875. 25 x 16; 76 pp.
- DENIS, Ferdinand. Rapport sur quelques ouvrages de linguistique brésilienne publiés en ces derniers temps, par M. Ferdinand Denis. Paris, Imp. Jules Trembleay, 1877. 21 x 12; 8 pp.
- DENIS, Ferdinand. Histoire de l´ornamentation des manuscrits, par Ferdinand Denis Consevateur-Administrateur de la Bibliothèque Saint-Geneviève. Paris, librairie ancienne et moderne Edouard Rouveyre... MDCCCLXXX [1880]. 27 x 18; 143 pp.
- DENIS, Ferdinand. Les navigateurs ou choix de voyages anciens et modernes recueillis, par M. Ferdinand Denis. Paris, Louis Janet [s.d.] 14 x 9; viii, 296 pp.